# Central Station (metropolitana del Tyne and Wear)
Central Station è una stazione della metropolitana del Tyne and Wear, nella città di Newcastle upon Tyne, nel Nord Est dell'Inghilterra. Si trova sotto la Stazione di Newcastle, dalla quale la stazione della metropolitana prende il nome. Central Station serve cinque milioni di viaggiatori l'anno, il che la rende la terza stazione più frequentata della rete, dopo Monument e Haymarket.
La stazione ha sia ingressi posti all'interno della stazione ferroviaria, per i passeggeri che effettuano il trasbordo da o verso il National Rail, sia ingressi posti sulle strade esterne per permettere un accesso agevole ai passeggeri che non utilizzano la ferrovia.
Il servizio di metropolitana da questa stazione sostituì alcune tratte che erano state operate dalla stazione ferroviaria verso Benton e Tynemouth, tramite il North Tyneside Loop. Nel 1984 la metropolitana raggiunse South Shields sostituendo i treni della British Rail che raggiungevano South Shields. Nel 2002 la metropolitana fu estesa a Sunderland e South Hylton, condividendo il tracciato con i treni della Northern Rail sulla Durham Coast Line tra Pelaw e Sunderland.

## Ristrutturazione
Nel settembre 2015 ha avuto inizio la ristrutturazione della Central Station, del valore di circa 6 milioni di sterline. La stazione è pertanto rimasta chiusa dalle 20 dalle domeniche ai giovedì, riaprendo ogni mattina come al solito.

## Galleria d'immagini

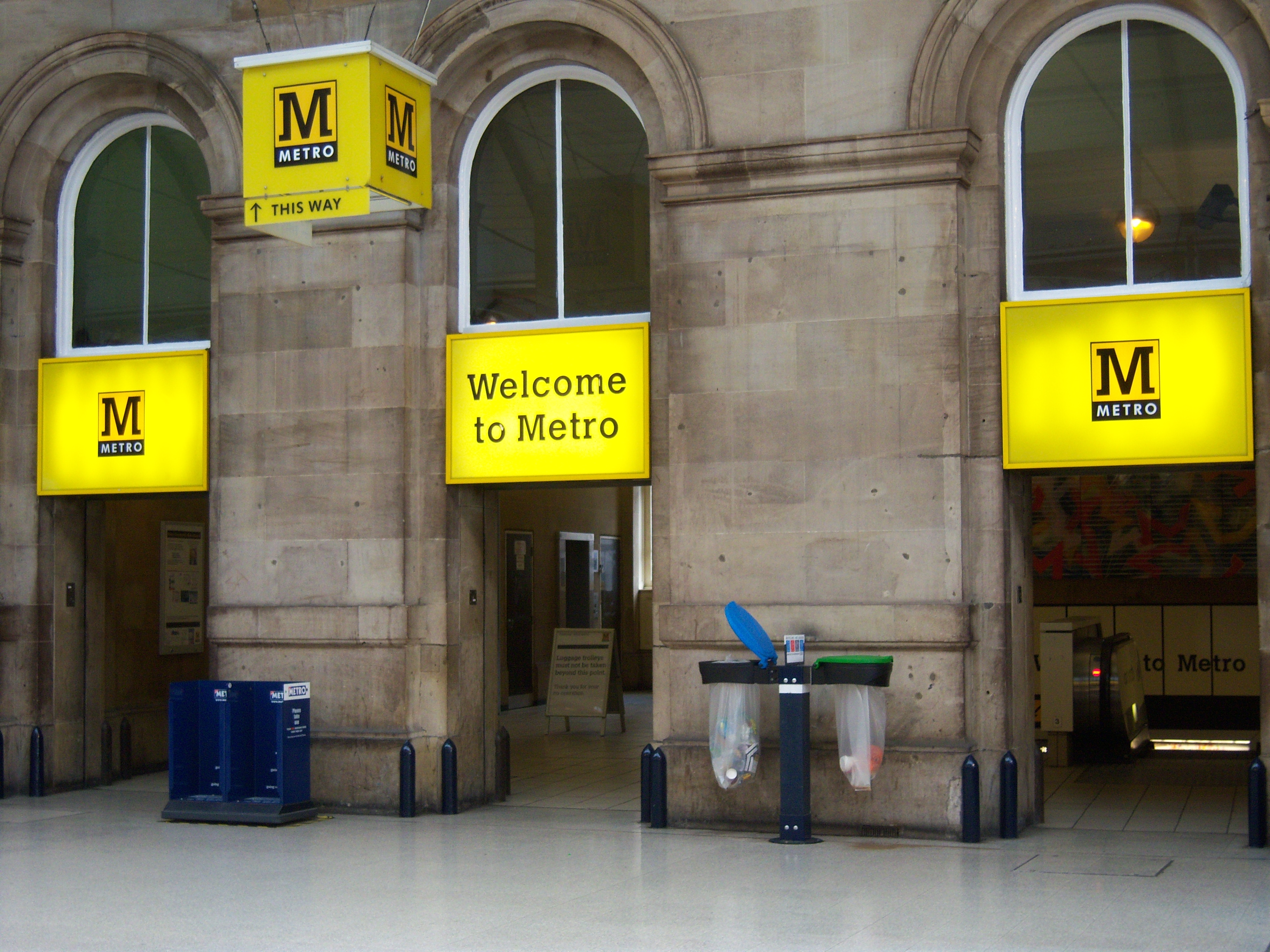
Entrata dall'interno della stazione ferroviaria
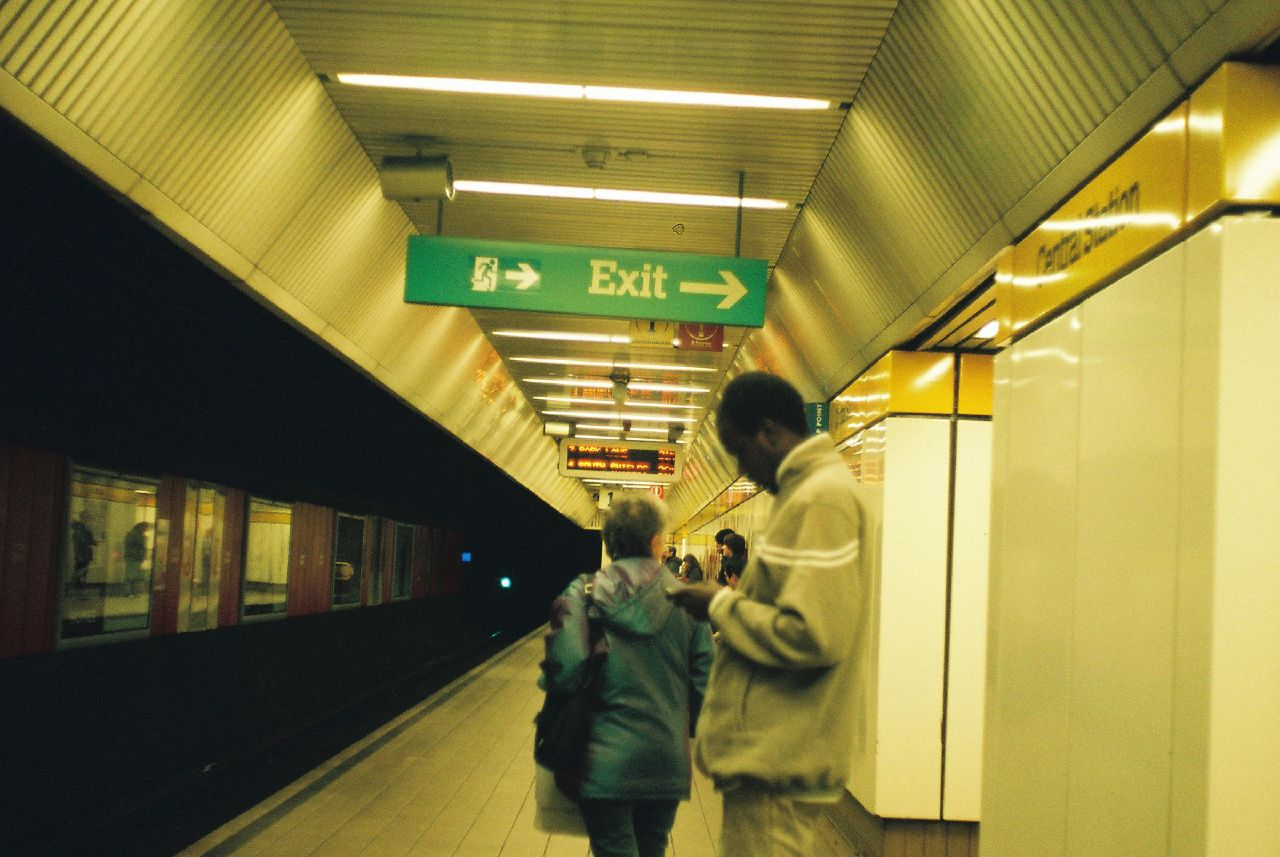
Banchine
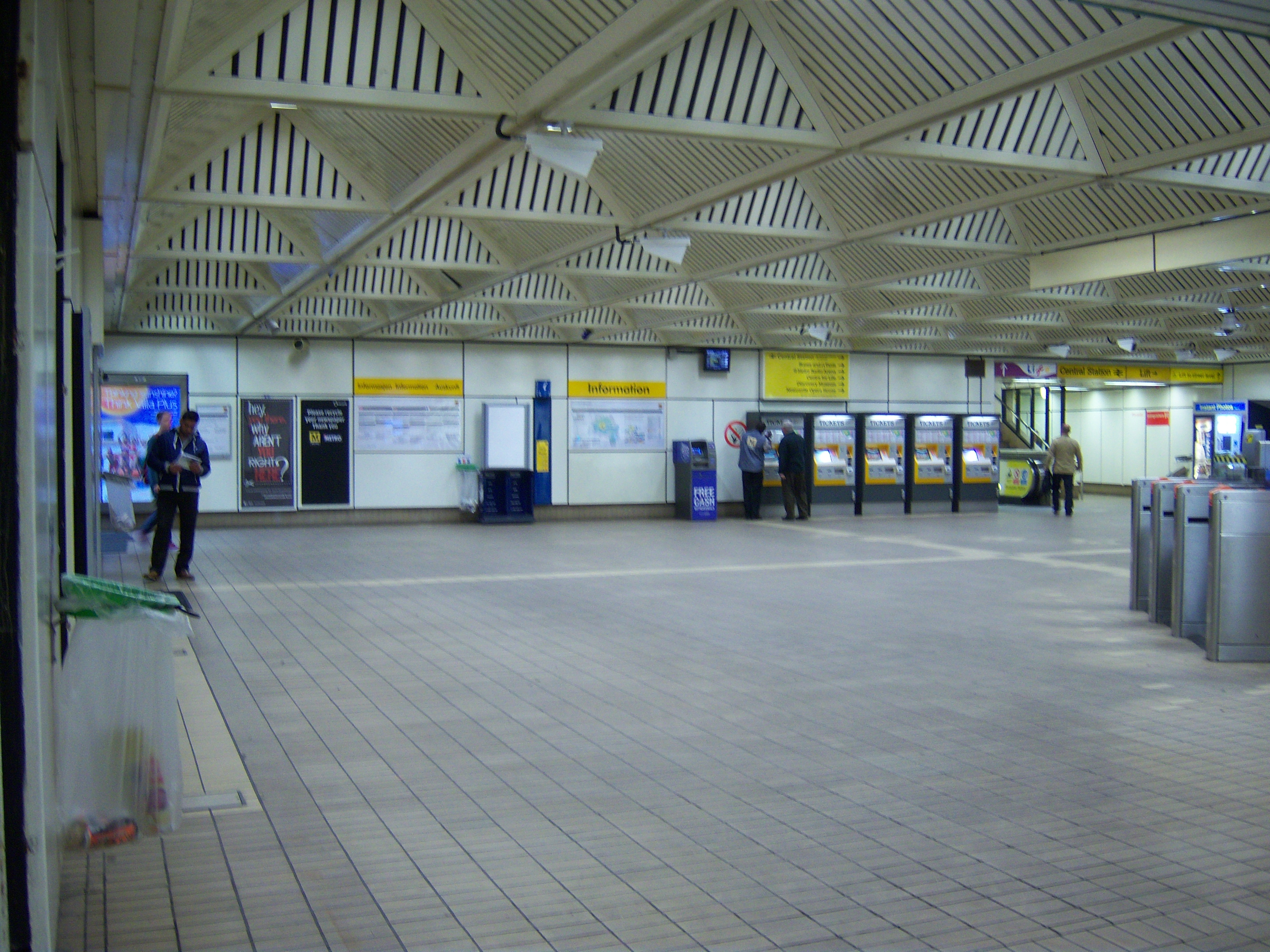
Mezzanino
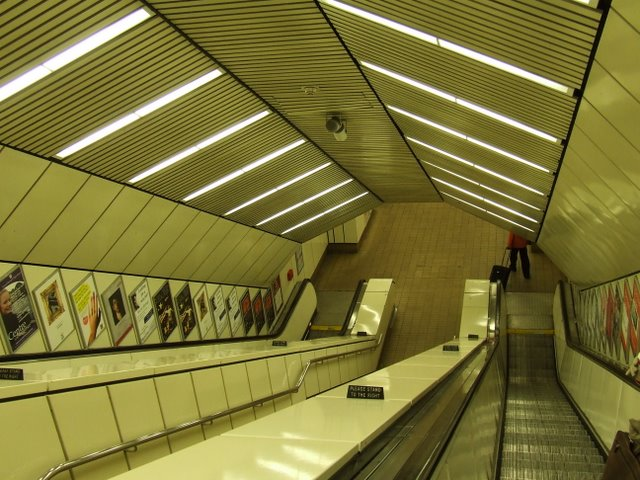
Scale mobili